# Eressa paurospila
Eressa paurospila là một loài bướm đêm thuộc phân họ Arctiinae, họ Erebidae.